# دويه ميداك
دويه ميداك هو لاعب كرة قدم كرواتي في مركز الوسط، ولد في 19 ديسمبر 1993 في سبليت في كرواتيا. لعب مع إنتر زابرشيتش وهايدوك سبليت.

## وصلات خارجية
- دويه ميداك على موقع قاعدة بيانات كرة القدم.إي يو (الإنجليزية)
- دويه ميداك على موقع Soccerway.com (الإنجليزية)